# Сидония Катарина фон Саксония-Лауенбург
Сидония Катарина фон Саксония-Лауенбург (на немски: Sidonie Katharina von Sachsen-Lauenburg; ок. 1550; † юни 1594) от род Аскани, е принцеса от Саксония-Лауенбург и чрез женитба херцогиня на бохемското херцогство Тешин в Силезия (1567 – 1579).

## Произход
Тя е най-малката дъщеря на херцог Франц I фон Саксония-Лауенбург (1510 – 1581) и съпругата му Сибила Саксонска (1515 – 1592), дъщеря на херцог Хайнрих IV от Саксония.

## Фамилия
Първи брак: 25 ноември 1567 г. в Тешин с херцог Вацлав III Адам (1524 – 1579) херцог на Силезия-Тешин от род Пясти. Тя е втората му съпруга. Те имат децата:
- дете
- Кристиан Август (1570 – 1571)
- Мария Сидония (1572 – 1587), омъжена на 20 януари 1587 г. за херцог Фридрих IV фон Силезия-Лигниц (1542 – 1596). След смъртта на баща ѝ тя е регентка на брат си Адам Вацлав
- Анна Сибила (1573)
- Адам Вацлав (1574 – 1618), херцог на Тешин, женен на 17 септември 1595 г. за принцеса Елизабет Кетлер от Курландия († 1601)
- Ханус Албрехт (1578 – 1579)

Втори брак: 17 февруари 1586 г. в Тешин с Емерих III Форгах, обергеспан на Трентчин. Те нямат деца.